# Espangraben (Kästleinsmühlbach)
Der Espangraben ist ein rechter Zufluss des Kästleinsmühlbachs, der wiederum einen Seitenarm der Schambach bei Treuchtlingen im mittelfränkischen Landkreis Weißenburg-Gunzenhausen bildet.

## Verlauf
Der Espangraben entspringt südlich der Gemeindegrenze zu Weißenburg in Bayern auf einer Höhe von 424 m ü. NN zwischen Dettenheim im Norden und Schambach im Südosten. Er fließt beständig in südliche bis südwestliche Richtung durch eine weite Offenlandschaft, weitestgehend parallel zur Bundesstraße 2 im Osten und dem Osthang des Nagelbergs im Westen. Der Fluss bildet die nördliche Begrenzung des Naturschutzgebietes Schambachried. Der Espangraben mündet auf einer Höhe von 418 m ü. NN nordöstlich von Treuchtlingen und westlich von Schambach nahe der Kohlmühle von rechts in den Kästleinsmühlbach.